# Isidre Arnalot Carrera
Isidre Arnalot Carrera (Alós d'Isil, 31 de julio de 1871 – Navàs, 17 de octubre de 1946) fue un industrial catalán y descendiente de Casa el Tort de Alós.

## Familia
Nació en la gran Casa el Tort de Alós, hijo de Jaume Arnalot Pal, alcalde de Isil e importante propietario del Pallars, y de Josepa Carrera Miró, originaria de Casa Carrera de Borén, familia vinculada al Santo Oficio desde el siglo XVII. Fue el noveno de doce hermanos y por este motivo ingresó en la Compañía de Jesús el 31 de mayo de 1887. Hizo el noviciado en Veruela, pero el 6 de marzo de 1888, antes de terminarlo, abandonó por falta de vocación. Posteriormente, se dedicó a actividades empresariales con el objetivo de construir su propia fortuna, lo que le llevó a varios lugares de Cataluña.
El 5 de septiembre de 1896 se casó en Sort con Ignàsia Casanovas Agulló, hija de Joan Casanovas Periquet, banquero y propietario, y de Adriana Agulló Prats. Esta última, hija de Armengol Agulló Especier, alcalde e hijo ilustre de Sort. En 1899, Ignasia murió durante el parto de su primer hijo, dejando a Isidro viudo. Poco después, el 17 de agosto de 1901, se casó con su cuñada, Adriana Casanovas Agulló, con quien tuvo otros doce hijos.
Dos de los tíos de Ignàsia y Adriana fueron figuras políticas destacadas de la época. Por el lado paterno, el hermano de su padre, Àngel Serafí Casanovas Pujol, fue diputado de la Mancomunitat de Catalunya. Por el lado materno, el hermano de su madre, Bonaventura Agulló y Prats, fue diputado en el Congreso del Reino de España.
A parte de su actividad empresarial, Isidre también ejerció como juez municipal de Rialp a finales del siglo XIX.
En 1906 la familia se trasladó a Cardona, donde residieron en la Casa Thomasa, arrendada al matrimonio por Carlos de Subirà Iglesias de Abad, barón de Abella y alcalde de Cardona.

## Industria

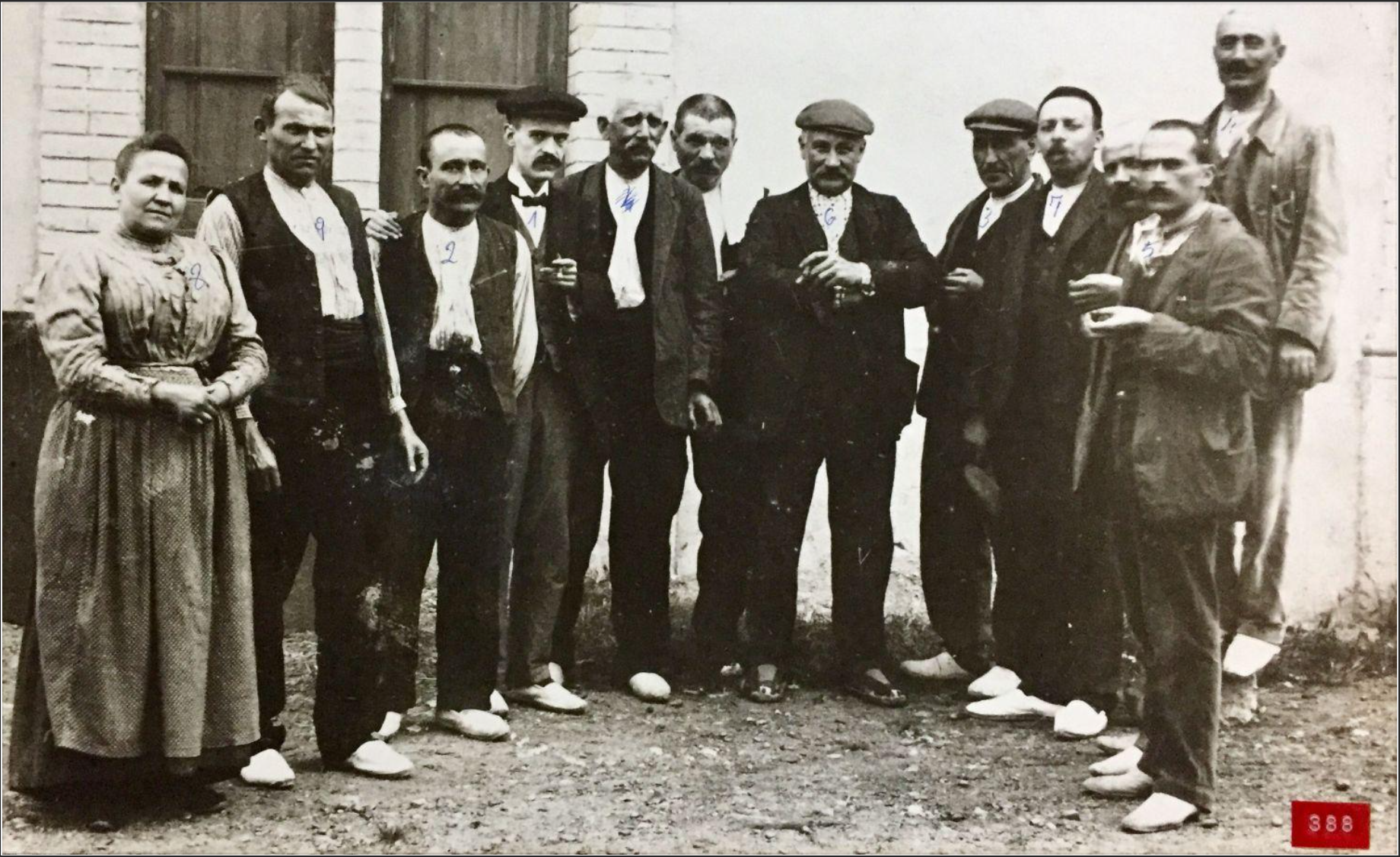
El industrial Isidre Arnalot Carrera (el cuarto por la izquierda) con sus trabajadores en la celebración de la obra de la nueva central eléctrica "La Llum". Cardona, 1908.

Impulsó y fue propietario de las primeras centrales hidroeléctricas del Pallars y de Catalunya, entre las que destacan las de La Pobla de Segur (1898), Sort (1903), Gerri de la Sal (1905), Rialp (1907) y Cardona (1908).
Anteriormente, en 1890, junto a su hermano mayor Pere Arnalot Carrera, fundó la fábrica textil del Tort d'Alós en Rialp.